# Sings Lullabys of Birdland
| Recensione | Giudizio |
| ---------- | -------- |
| AllMusic   |          |

Sings Lullabys of Birdland è il primo Album discografico come solista della cantante jazz statunitense Chris Connor, pubblicato dalla Bethlehem Records nel settembre del 1954.

## Tracce

### LP (1954, Bethlehem Records, BCP 1001)
Lato A (BCP 1001-A)
1. I Hear Music – 2:18 (testo: Frank Loesser – musica: Burton Lane)
2. What Is There to Say – 2:51 (testo: Erwin 'Yip' Harburg – musica: Vernon Duke)
3. Come Back to Sorrento (arrangiamento di Larkins) – 2:43 (testo: Giambattista De Curtis; adattamento in lingua inglese di Claude Aveling – musica: Ernesto De Curtis)
4. Why Shouldn't I – 2:42 (Cole Porter)

Durata totale: 10:34
Lato B (BCP 1001-B)
1. Lullaby of Birdland – 2:22 (George Shearing)
2. Try a Little Tenderness – 3:02 (Reg Connelly, Harry Woods, Jimmy Campbell)
3. All About Ronnie – 2:57 (Joe Green)
4. Spring Is Hear – 2:54 (testo: Lorenz Hart – musica: Richard Rodgers)

Durata totale: 11:15

## Formazione
- Chris Connor – voce

### Ellis Larkins Trio
- Ellis Larkins – pianoforte
- Everett Barksdale – chitarra
- Beverly Peer – contrabbasso

### Produzione
- Creed Taylor – produzione
- Registrazioni effettuate il 9-11 agosto 1954 al Fulton Recording Studios di New York City, New York
- Tom Dowd – ingegnere delle registrazioni
- Burt Goldblatt – Foto e design copertina album originale
- Bill Coss – note retrocopertina album originale [4]